# Cratere Tyll
Tyll è un cratere sulla superficie di Callisto.